# Караман (Горња Гарона)
Караман (фр. Caraman) насеље је и општина у јужној Француској у региону Миди Пирене, у департману Горња Гарона која припада префектури Тулуз.
По подацима из 2011. године у општини је живело 2352 становника, а густина насељености је износила 77,91 становника/km². Општина се простире на површини од 30,19 km². Налази се на средњој надморској висини од 275 метара (максималној 294 m, а минималној 175 m).

## Демографија
| 1962. | 1968. | 1975. | 1982. | 1990. | 1999. | 2011. |
| ----- | ----- | ----- | ----- | ----- | ----- | ----- |
| 1.528 | 1.717 | 1.621 | 1.642 | 1.765 | 1.944 | 2.352 |

График промене броја становника у току последњих година
- Saint-Pierre